# Johan Petro
Johan Christopher Petro (Parigi, 27 gennaio 1986) è un ex cestista francese di origine guadalupense.

## Carriera
Nasce in Francia ma trascorre gran parte dell'infanzia ai Caraibi, tra Saint-Martin e Guadalupa.
A 17 anni esordisce con la prima squadra del Pau-Orthez, formazione militante nella massima serie francese.
Dopo due anni a Pau si rende eleggibile per il draft NBA 2005 dove viene chiamato dai Seattle SuperSonics con la 25ª scelta. Trascorre tre anni in maglia Sonics, durante i quali parte da titolare in 82 occasioni su 221 partite giocate con un minutaggio medio fra i 18 e i 19 minuti a gara. Nel 2008 la franchigia cambia sede, colori e denominazione spostandosi da Seattle a Oklahoma City: con i nuovi Thunder il pivot francese disputa in totale 22 incontri.
Nel gennaio 2009 viene ceduto ai Denver Nuggets insieme a una seconda scelta al draft 2009 in cambio della guardia Chucky Atkins, una scelta non protetta al primo turno al draft 2009 e una somma in denaro. Il 27 agosto dello stesso anno i Nuggets lo rifirmano da free agent.
Cambia nuovamente casacca nel corso dell'estate successiva, quando i New Jersey Nets lo ingaggiano da free agent, facendogli firmare un contratto triennale a 10 milioni di dollari. Il 26 aprile 2009 segna l'ultimo punto nella storia dei New Jersey Nets, all'Air Canada Centre contro i Toronto Raptors.
L'11 luglio 2012 viene ceduto insieme a Jordan Farmar, Jordan Williams, Anthony Morrow e DeShawn Stevenson agli Atlanta Hawks in cambio di Joe Johnson.
Nell'agosto 2013 firma un contratto annuale con gli Zhejiang Lions, in CBA.

## Statistiche

### NBA

#### Regular Season
| Anno      | Squadra          | PG  | PT  | MP   | TC%  | 3P%  | TL%  | RP  | AP  | PRP | SP  | PP  |
| --------- | ---------------- | --- | --- | ---- | ---- | ---- | ---- | --- | --- | --- | --- | --- |
| 2005-2006 | Seattle S.Sonics | 68  | 41  | 18,9 | 51,0 | 0,0  | 62,7 | 4,4 | 0,2 | 0,4 | 0,8 | 5,2 |
| 2006-2007 | Seattle S.Sonics | 81  | 13  | 18,6 | 51,6 | 0,0  | 64,9 | 4,1 | 0,6 | 0,5 | 0,6 | 6,2 |
| 2007-2008 | Seattle S.Sonics | 72  | 28  | 18,2 | 41,9 | 0,0  | 73,6 | 5,1 | 0,4 | 0,5 | 0,6 | 6,0 |
| 2008-2009 | Oklahoma Thunder | 22  | 12  | 18,2 | 40,7 | 0,0  | 66,7 | 4,3 | 0,3 | 0,7 | 0,2 | 4,6 |
| 2008-2009 | Denver Nuggets   | 27  | 10  | 8,1  | 42,9 | 0,0  | 42,9 | 2,3 | 0,4 | 0,1 | 0,4 | 2,2 |
| 2009-2010 | Denver Nuggets   | 36  | 16  | 12,1 | 53,5 | 0,0  | 66,7 | 3,6 | 0,4 | 0,3 | 0,4 | 3,4 |
| 2010-2011 | N.J. Nets        | 77  | 1   | 11,6 | 44,5 | 0,0  | 53,6 | 2,8 | 0,6 | 0,4 | 0,4 | 3,5 |
| 2011-2012 | N.J. Nets        | 59  | 10  | 15,6 | 41,9 | 0,0  | 83,8 | 3,8 | 0,8 | 0,4 | 0,4 | 4,2 |
| 2012-2013 | Atlanta Hawks    | 31  | 8   | 11,4 | 43,6 | 25,0 | 91,7 | 3,6 | 0,5 | 0,3 | 0,3 | 3,5 |
| Carriera  | Carriera         | 473 | 139 | 15,4 | 46,2 | 15,4 | 67,8 | 3,9 | 0,5 | 0,4 | 0,5 | 4,7 |

#### Play-off
| Anno     | Squadra        | PG | PT | MP   | TC%  | 3P% | TL%  | RP  | AP  | PRP | SP  | PP  |
| -------- | -------------- | -- | -- | ---- | ---- | --- | ---- | --- | --- | --- | --- | --- |
| 2009     | Denver Nuggets | 10 | 0  | 2,6  | 22,2 | 0,0 | 62,5 | 0,6 | 0,1 | 0,0 | 0,1 | 0,9 |
| 2010     | Denver Nuggets | 6  | 1  | 7,5  | 54,5 | 0,0 | 50,0 | 1,8 | 0,2 | 0,2 | 0,5 | 2,2 |
| 2013     | Atlanta Hawks  | 6  | 4  | 16,8 | 51,9 | 0,0 | 50,0 | 3,7 | 0,7 | 0,2 | 0,7 | 4,8 |
| Carriera | Carriera       | 22 | 5  | 7,8  | 46,8 | 0,0 | 58,3 | 1,8 | 0,3 | 0,1 | 0,4 | 2,3 |

## Palmarès
- Campionato francese: 2

Pau-Orthez: 2003-04
Limoges CSP: 2013-14